# Thoronetklostret

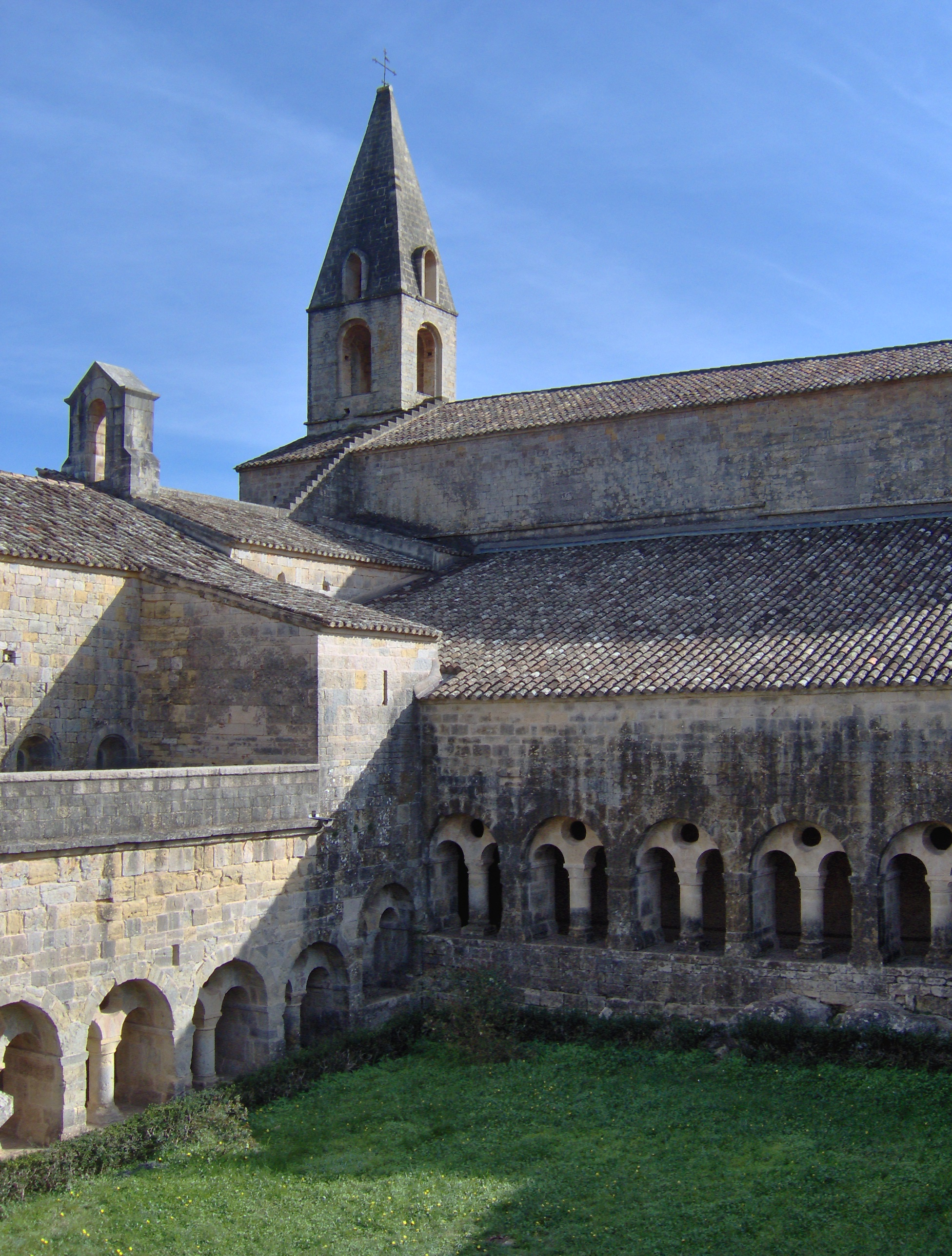
Klostret Le Thoronet

Thoronetklostret, på franska L'abbaye du Thoronet, är ett före detta cistercienserkloster som är beläget mellan Draguignan och Brignoles i Var i Provence i södra Frankrike. Klostret byggdes i slutet av 1100-talet och sekulariserades 1785. Det är nu ett museum över klosterlivet.
Klostret är ett av Provences tre systrar tillsammans två andra provensalska cistercienserkloster Sénanqueklostret och Silvacaneklostret.

## Historia
År 1140 skänkte det lokala fursteparet Raimond och Etienne des Baux mark för att bygga ett kloster vid platsen för nuvarande Thoronet. Cisteriensermunkarna begav sig dit 1157. Det är inte känt när klostret började byggas, men byggnationerna hade förmodligen påbörjats år 1176, när klostrets anspråk bekräftades av greven av Provence Alfons I.
Samtliga klostrets byggnader byggdes vid ett tillfälle vilket har gett klostret en ovanligt enhetlig arkitektur. Förmodligen byggdes kyrkan först i slutet av 1100-talet för att följas de andra byggnaderna i början av 1200-talet.
Thoronets första kända abbot var Folquet de Marseille som var en celibritet i medeltidens Europa. Efter en karriär som firad sekulär trubadur blev han munk, abbot och så småningom biskop av Toulouse. Dante nämnde honom som en av invånarna i paradiset i Den gudomliga komedin. Som biskop av Toulouse var han involverad i korstågen mot katarerna och de inledande faserna av den medeltida inkvisitionen.
På 1200-talet bodde 25 munkar på slottet, de fick intäkter från donationer men också från boskapsskötsel, saltdammar i Hyères och fiskerätter i Martigues, Hyères och Sainte-Maxime. Kött och fisk som inte gick åt på klostret såldes på den lokala marknaden. Fårskinnet förädlades till pergament som användes i klostrets skrivarrum, scriptorium.
Under 1300-talet förföll klostret, år 1328 anklagade abboten sina egna munkar för att plundra de lokala byborna och när pesten drabbade Provence 1348 utarmade den befolkningen. År 1433 bodde endast fyra munkar på Thoronet.
På 1300-talet började påvedömet i Avignon utse utomstående abbotar, något som övertogs av franska kungamakten på 1400-talet. Dessa utomstående abbotar bodde inte på klostret men tog del av överskottet. På 1500-talet var det bara klosterkyrkan som underhölls och övriga byggnader var i stort sett ruiner. Förmodligen övergavs klostret tidvis under Hugenottkrigen, religionskrig som härjade i Frankrike, på 1500-talet.

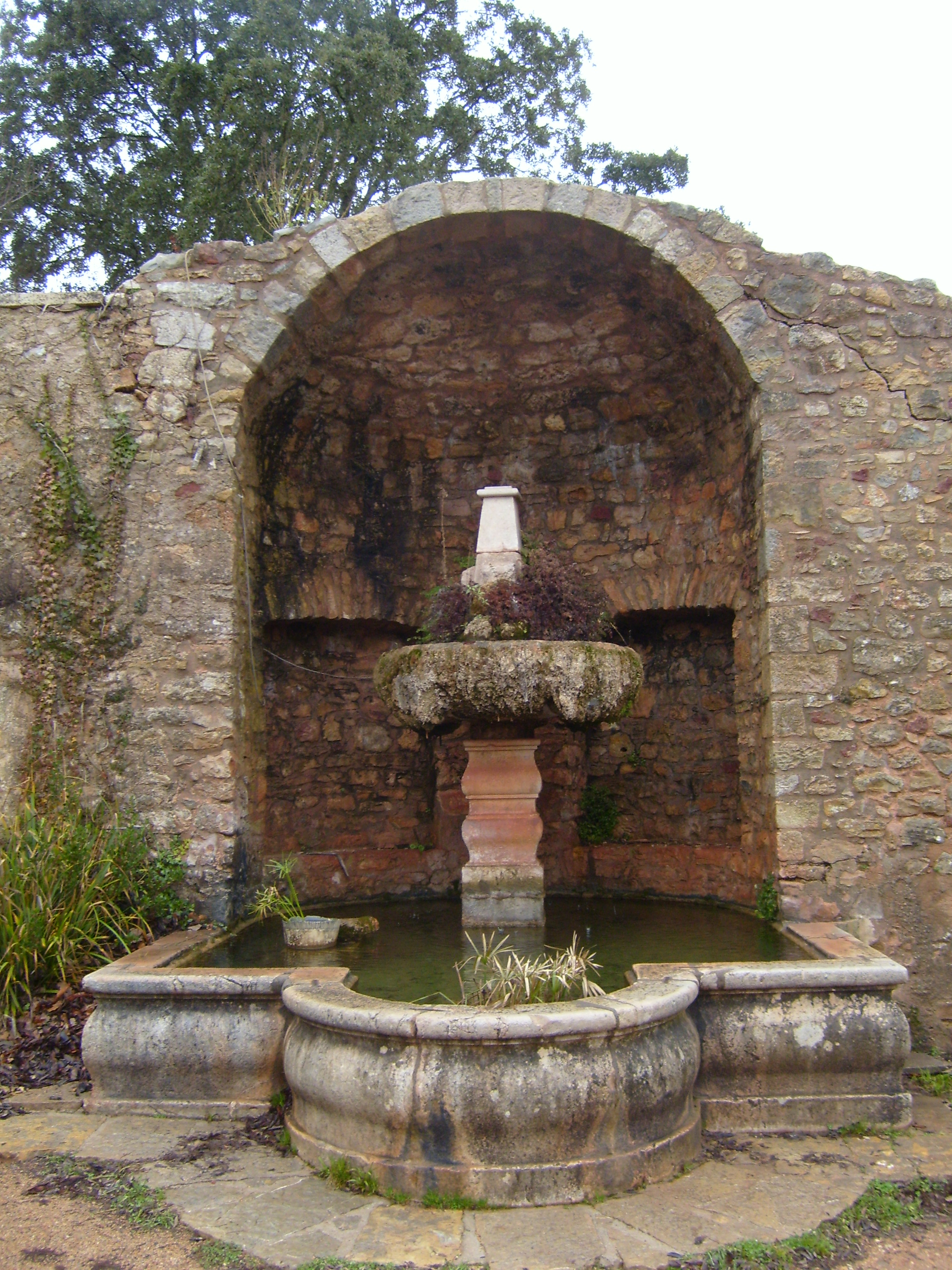
Fontänen

På 1700-talet släppte abboten på klostrets strikta regler och gav klostret utsmyckningar som statyer, en fontän och en kastanjeallé. Klostret var nu skuldsatt och den i Bourges boende abboten försatte det i konkurs år 1785. De sju munkarna flyttade till andra kloster och år 1791 såldes marken och byggnaderna utom kyrkan, kyrkogården, fontänen och kastanjeallén som kvarstod i statlig ägo för att kulturvärdena skulle bevaras.
Le Thoronet placerades år 1840 på den första listan över franska historiska monument, Monument historique av Prosper Mérimée som då var riksantikvarie. Kyrkan och klocktornet började renoveras följande år och 1848 köptes stora delar av byggnaderna tillbaks och 1938 köptes resterande byggnader som var i privat ägo.